# Gregório Vanúnio
Gregório (em latim: Gregorius; em grego: Γρηγόριος; romaniz.: Grēgórios; em armênio: Գրիգոր; romaniz.: Grigor) foi um nobre armênio do século VII da família Vanúnio, ativo durante o reinado do imperador Constante II (r. 641–668)

## Vida
Gregório era filho de Teodoro e membro da família Vanúnio. Em data incerta, casou-se com uma filha de Teodoro Restúnio. Em 11 de agosto de 643, participou na reconquista de Arcapa, uma fortaleza em Airarate que havia sido conquistada pelo Califado Ortodoxo no dia anterior, ao tomar posição na planície circundante com Varazes Narses Dastacarano.